# Comarca Metropolitana de Almería
Die Comarca Metropolitana de Almería ist eine der 7 Comarcas in der Provinz Almería. Sie wurde, wie alle Comarcas in der Autonomen Gemeinschaft Andalusien, mit Wirkung zum 28. März 2003 eingerichtet.
Die Comarca umfasst 9 Gemeinden mit einer Fläche von 1.159,15 km² und dem Hauptort Almería.

## Lage
|                      | Filabres-Tabernas                           | Levante Almeriense |
| Alpujarra Almeriense | Kompassrose, die auf Nachbargemeinden zeigt |                    |
| Poniente Almeriense  |                                             | Mittelmeer         |

## Gemeinden
| Gemeinde                         | Einwohner (2024) | Fläche km² | Dichte Einw./km² | Cod INE | Postleitzahl |
| -------------------------------- | ---------------- | ---------- | ---------------- | ------- | ------------ |
| Almería                          | 202.675          | 296,21     | 684              | 04013   | 04001-04009  |
| Benahadux                        | 4.808            | 16,62      | 289              | 04024   | 04410        |
| Gádor                            | 3.067            | 87,67      | 35               | 04047   | 04560        |
| Huércal de Almería               | 18.584           | 20,93      | 888              | 04052   | 04230        |
| Níjar                            | 33.076           | 599,77     | 55               | 04066   | 04100        |
| Pechina                          | 4.463            | 46,06      | 97               | 04074   | 04250        |
| Rioja                            | 1.589            | 36,40      | 44               | 04078   | 04260        |
| Santa Fé de Mondújar             | 494              | 34,87      | 14               | 04081   | 04420        |
| Viator                           | 6.271            | 20,62      | 304              | 04101   | 04240        |
| Comarca Metropolitana de Almería | 275.027          | 1.159,15   | 237              | –       | –            |

## Nachweise
1. ↑  Instituto Nacional de Estadística Municipal Register of Spain
2. ↑  Orden de 14 de marzo de 2003, por la que se aprueba el mapa de comarcas de Andalucía a efectos de la planificación de la oferta turística y deportiva, Boletín Oficial de la Junta de Andalucía (Amtsblatt der Regierung von Andalusien), Nr. 59 vom 27. März 2003, S. 6248